# مارس 7
المسبار مارس 7 (بالروسية: Марс-7) المعروف أيضاً باسم 3MP No.51p هو مركبة آلية غير مأهولة سوفييتية من طراز 3MP تابعة لبرنامج المريخ تم إرسالها لاستكشاف كوكب المريخ، قامت هذه المركبة بآخر مهمة من برنامج المريخ، تألفت المركبة الفضائية من مركبة هابطة ومنصة تحليق مخصصة لدراسة المريخ أثناء طيران المركبة. لم تستطع المركبة القيام بمناورة جوية ضرورية للدخول في الغلاف الجوي المريخي بسبب عطل مما سبب تجاوزها للكوكب وبقاءها مع منصة التحليق ضمن المدار الشمسي.

## المسبار
حمل مارس 7 مجموعة من المعدات لدراسة المريخ. فقد جُهزت المركبة الهابطة بمحرار ومقياس للضغط الجوي لتحديد حالة السطح، كما جُهزت بمقياس تسارع ومقياس ارتفاع راداري لتحديد الانحدار بالإضافة إلى معدات لتحليل مواد السطح من ضمنها مطياف الكتلة. حملت منصة التحليق مقياساً للمغناطيسية، ومصيدة بلازما (بالإنجليزية: plasma trap)‏، وحساسات للأشعة الكونية والنيازك الميكروية بالإضافة إلى أداة لدراسة دفقات البروتونات والالكترونات القادمة من الشمس.
قامت شركة الطيران الفضائي الروسية لافوشكين ببناء مارس 7 الذي كان ثاني مركبة من طراز 3MP وتم إطلاقه إلى المريخ عام 1973 مسبوقاً بالمسبار أُطلق مارس 6. على الرغم من أنه تم إطلاق المسبارين المداريين مارس 4 ومارس 5 قبل عام 1973 حيث كان من المفترض أن يقوما بترحيل البيانات من وإلى المركبات الهابطة؛ فقد فشل مارس 4 في الالتحاق بالمدار المخصص له أما مارس 5 فقد فُقد الاتصال به بعد أيام قليلة من التحاقه بالمدار.

## المهمة
أطلق المسبار على متن الصاروخ الحامل Proton-K المجهز بالمنصة العلوية Blok D، تم إطلاق الصاروخ من الموقع 81/24 التابع لمركز بايكونور الفضائي في 9 آب 1973 الساعة 17:00:17 ت.ع.م. قامت المنصات الصاروخية الثلاث الأولى بوضع المسبار والمنصة العلوية في مدار أرضي منخفض مؤقت قبل أن تقوم المنصة العلوية Blok D بالإطلاق ودفع المسبار مارس 7 إلى مدار شمسي يتقاطع مع مدار المريخ. قام المسبار بإجراء تصحيح للمسار في 16 آب 1973.
انفصلت المركبة الهابطة عن منصة التحليق في 9 آذار 1974 بعد فشلها القيام بذلك المرة الأولى إلا أنها تمكنت من ذلك في المرة الثانية وبدأت بالهبوط. إلا أن صواريخ الدفع العكسية لم تعمل مما سبب تجاوز المركبة الغلاف الجوي المريخي للكوكب وتحليقها بجواره بدلاً من هبوطها عليه حيث اقتربت منه إلى مسافة أدناها 1300 كلم، حصل هذا الخطأ بسبب وجود مشكلة في ترانزستورات المركبة وهو نفس السبب الكامن وراء فشل مهمة مارس 4 أيضاً.